# ヤコブ・ブルーン・ラーセン
ヤコブ・ブルーン・ラーセン（Jacob Bruun Larsen、1998年9月19日 - ）は、デンマーク・リンビー出身のプロサッカー選手。デンマーク代表。ポジションはFW。

## クラブ歴

### ボルシア・ドルトムント
地元クラブのリンビーBKでプレーを始め、2015年にドイツのボルシア・ドルトムントのアカデミーに入団。
2018年1月、VfBシュトゥットガルトへ2017-18シーズン終了までの期限付き移籍で加入。

### ホッフェンハイム
2020年1月31日、TSG1899ホッフェンハイムと2024年6月30日までの4年半契約を結んだ。
2021年1月23日、ベルギーのRSCアンデルレヒトに2021-22シーズン終了までの期限付き移籍で加入。
2023年7月27日、イングランドのバーンリーFCに1シーズンローンで加入。

### シュツットガルト
2025年1月8日、かつてローンで加入していたVfBシュトゥットガルトへ完全移籍し、2027年までの契約を結んだ。

### バーンリー
2025年7月11日、かつてローンで加入していたバーンリーFCへ完全移籍し、4年契約を結んだ。

## 代表歴
各年代でデンマーク代表に選出されている。2016年、リオデジャネイロオリンピックに代表の一員として参加した。
UEFA EURO 2024に選出

## 個人成績
| 所属クラブ             | シーズン       | リーグ  | リーグ戦 | リーグ戦 | カップ戦 | カップ戦 | UEFA主催 | UEFA主催 | 合計 | 合計 |
| 所属クラブ             | シーズン       | リーグ  | 出場     | 得点     | 出場     | 得点     | 出場     | 得点     | 出場 | 得点 |
| ---------------------- | -------------- | ------- | -------- | -------- | -------- | -------- | -------- | -------- | ---- | ---- |
| ドルトムント           | ブンデスリーガ | 2017–18 | 1        | 0        | 0        | 0        | 0        | 0        | 1    | 0    |
| シュツットガルト(loan) | ブンデスリーガ | 2017-18 | 4        | 0        | 0        | 0        | -        | -        | 4    | 0    |
| ドルトムント           | ブンデスリーガ | 2018-19 | 24       | 2        | 1        | 0        | 5        | 1        | 30   | 3    |
| 通算                   | 通算           | 通算    | 29       | 2        | 1        | 0        | 5        | 1        | 35   | 3    |